# Правила Василија Лупуа
Правила Василија Лупуа из 1646. године су законик који садрже бројне одредбе византијског (римског) закона, а посебно у вези са кметством. Састављао их је митрополит Варлаам Молдавски.
Они су последица Јашког сабора и укључују нека од уобичајених молдавских правила. Добиле су име по Василију Лупу.